# Paul Bascomb
Paul Bascomb (Birmingham (Alabama), 12 februari 1912 – Chicago, 2 december 1986) was een Amerikaanse jazzsaxofonist en orkestleider van de swing en de rhythm-and-blues. Hij speelde in de band van Erskine Hawkins.

## Biografie
Paul Bascomb was een van de oprichters van de Bama State Collegians, die toen onder leiding stond van Erskine Hawkins en waaruit later zijn bigband voortkwam. Met dit orkest, waarin ook zijn broer Dud speelde, kwam Bascomb in 1935 naar New York en was daar de belangrijkste saxofoonsolist (Sweet Georgia Brown, 1940). Hij bleef tot 1944 in het ensemble, met uitzondering van een korte onderbreking van 1938 tot 1939, toen hij na de dood van Herschel Evans in het Count Basie Orchestra werkte. Daarna leidde hij tot 1947 samen met zijn broer Dud een septet, dat geleidelijk werd uitgebreid tot een bigband, speelde in de rhythm and bluesstijl en maakte opnamen voor Alert Records. In de jaren 1950 nam hij 78 nummers op voor United, die later opnieuw werden uitgebracht door Delmark Records. Hij nam ook op onder het pseudoniem Manhattan Paul (Mumbles Blues). Gedurende deze tijd was hij ook betrokken bij opnamen van Dinah Washington en Little Esther. Hij was muzikaal niet actief in de jaren 1960 en 1970, maar maakte eind jaren 1970 een kleine comeback met Erskine Hawkins op Europese festivals.

## Overlijden
Paul Bascomb overleed in december 1986 op 74-jarige leeftijd.

## Discografie
- Bad Bascomb (Delmark)